# Iossyp Kossonohov

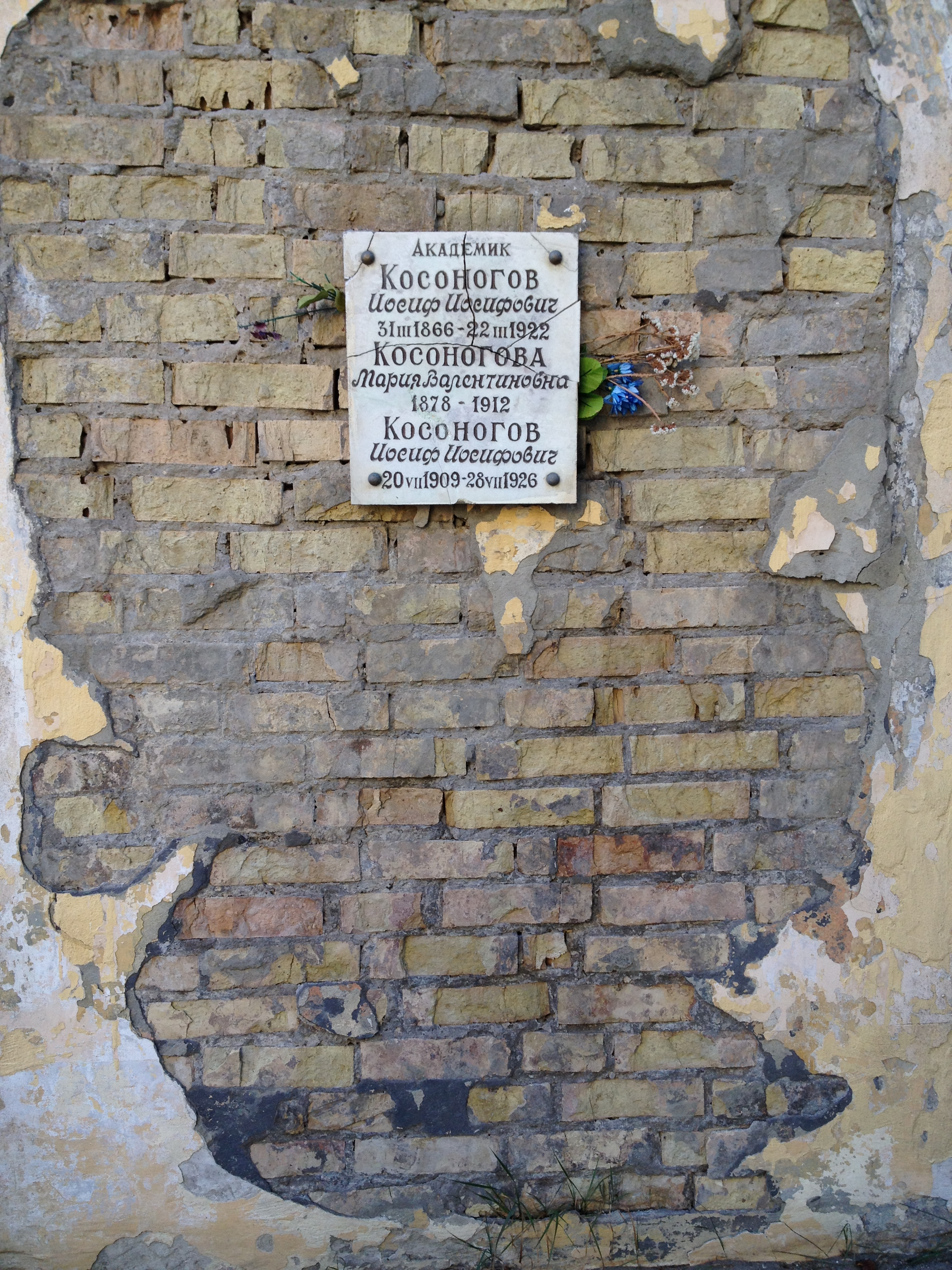
Plaque commémorative pour Jossyp Kossonohow et sa famille dans leur crypte au cimetière Baïkov.

Iossyp Iossypovytch Kossonohov (en ukrainien : Йосип Йосипович Косоногов ; en russe : Иосиф Иосифович Косоногов, Iossif Iossifovitch Kossonogov), né le 31 mars 1866 à Kamensk-Chakhtinski (Empire russe) et mort le 22 mars 1922 à Kiev (RSS d'Ukraine), est un physicien, géographe et météorologue ukrainien.

## Biographie
Kossonohov est diplômé de l'université nationale Taras-Chevtchenko de Kiev en 1889. Après y avoir soutenu sa thèse en 1901, il est nommé professeur associé de physique, puis, après avoir obtenu son doctorat en 1904, il devient professeur titulaire. À l'université, il devient directeur des laboratoires de physique et de l'Observatoire météorologique, ainsi que du département de géographie physique.
En 1922, il est élu à l'Académie nationale des sciences d'Ukraine. Il meurt la même année à Kiev et y est enterré dans le cimetière Baïkov.

## Travaux majeurs
- 1898 : Atmosphärische Elektrizität und Erdmagnetismus
- 1901 : Zur Frage über Dielektrika
- 1903 : Optische Resonanz als Ursache selektiver Reflexion und Absorption von Licht
- 1903 : Experimentelle Methoden der Bestimmung des Dielektrizitätszahl
- 1914 : Basis der Physik, 4. Auflage 1914[1]

## Titres honorifiques
- 1905 : Ordre de Saint-Stanislas de 2e classe
- 1909 : Ordre de Sainte-Anne de 2e classe
- 1912 : Ordre impérial de l'apôtre saint et égal Grand-Duc Vladimir de 4e classe[1]